# Wen-Sinn Yang
Wen-Sinn Yang (* 1965 in Bern) ist ein Schweizer Violoncellist taiwanischer Abstammung. 

## Leben
Wen-Sinn Yang studierte bei Claude Starck am Konservatorium in Zürich und bei Wolfgang Boettcher an der Hochschule der Künste Berlin. Er besuchte Meisterkurse bei János Starker und David Geringas. 1989 wurde Yang als Erster Solocellist im Symphonieorchester des Bayerischen Rundfunks engagiert. 1991 gewann Wen-Sinn Yang den 1. Preis beim Internationalen Musikwettbewerb in Genf.
Yang konzertierte als Solist bereits unter so bekannten Dirigenten wie Lorin Maazel, Sir Colin Davis, Wolfgang Sawallisch und Semjon Bytschkow. Als Kammermusiker ist Wen-Sinn Yang Mitglied im Kandinsky Trio und dem Trio Schäfer, Then-Bergh, Yang. Außerdem spielte er als Partner an der Seite von Julia Fischer, Lisa Batiashvili, Thomas Brandis, Auryn Quartett, Ingolf Turban, Hermann Voss und Eduard Brunner.
Von 1995 bis 1997 unterrichtete er an der Musikhochschule Saarbrücken. Von 1998 bis 2011 war Yang künstlerischer Leiter der Domleschger Sommerkonzerte in der Schweiz. 
2005 wurde Wen-Sinn Yang als Professor für Violoncello an die Hochschule für Musik und Theater München berufen.

## Diskografie
Die komplette Diskografie steht auf seiner Homepage.
Auswahl:
- David Popper: Cellokonzerte Nr. 1–3, CPO
- Adrian Oetiker: Récital für Cello & Klavier, Werke u. a. von Kodály, Schubert, Dohnányi, Kreisler, Brahms, OEHMS
- Carl Davidoff: Cellokonzerte 3 und 4, CPO
- Adrien François Servais: Werke für Cello und Orchester, CPO
- Joseph Haydn: Cellokonzerte Nr. 1 & 2, OEHMS
- J.S. Bach: 6 Suiten f. Violoncello, BWV 1007–1012, ARTHAUS
- Anton Dvořák: Sämtliche Werke für Cello und Orchester, artsmusic
- Luigi Boccherini: 4 Cellokonzerte G482, 483, 479 u. 480, artsmusic
- Aribert Reimann: Per violoncello e pianoforte ed arpa, Wergo
- Richard Strauss: Romanze in F-Dur für Violoncello und Klavier, artsmusic
- Virtuoso - Solowerke für Cello: Werke von Kodály, Bottermund, Ysaye, Klengel und Cassado, AVIE Records
- Live from Taipei: Cellokonzerte von Elgar, Schumann und Korngold, OEHMS